# Mohammad Parash
Mohammad Parash (* 17. September 1987) ist ein iranischer Bahn- und Straßenradrennfahrer.
Mohammad Parash begann seine Karriere 2009 bei dem iranischen Continental Team Azad University Iran. Dort fuhr er bis zum Ende des Jahres 2010. Bei den Asienspielen 2010 in Guangzhou belegte er auf der Bahn den sechsten Platz im Keirin. In der Saison 2011 wurde Parash iranischer Bahnradmeister im Sprint und zusammen mit Mahmoud Parash und Siyavash Safi Niya im Teamsprint.

## Erfolge – Bahn
2011
- Iranischer Meister – Sprint
- Iranischer Meister – Teamsprint (mit Mahmoud Parash und Siyavash Safi Niya)

2012
- Asienmeisterschaft – Teamsprint (mit Ali Aliaskari und Mahmoud Parash)

## Teams
- 2009 Azad University Iran
- 2010 Azad University Iran